# Задача о сумме подмножеств
Задача о сумме подмножеств — это важная задача в теории сложности алгоритмов и криптографии.
Задача заключается в нахождении (хотя бы одного) непустого подмножества некоторого набора чисел, чтобы сумма чисел этого подмножества равнялась нулю.
Например, пусть задано множество {−7, −3, −2, 5, 8}, тогда подмножество {−3, −2, 5} даёт в сумме ноль.
Задача является NP-полной.
Эквивалентной является задача нахождения подмножества, сумма элементов которого равна некоторому заданному числу s.
Задачу о сумме подмножеств также можно рассматривать как некоторый специальный случай задачи о ранце.
Интересным случаем задачи о суммировании подмножеств является задача о разбиении, в которой s равна половине суммы всех элементов множества.

## Сложность
Вычислительная сложность задачи о сумме подмножеств зависит от двух параметров — числа N элементов множества и точности P (определяется как число двоичных разрядов в числах, составляющих множество). Замечание: здесь буквы N и P не имеют ничего общего с классом задач NP.
Сложность наилучшего известного алгоритма экспоненциальна по наименьшему из двух параметров N и P. Таким образом, задача наиболее трудна, когда N и P имеют один порядок. Задача становится лёгкой только при очень маленьких N или P.
Если N (число переменных) мало, то полный перебор вполне приемлем. Если P (число разрядов в числах множества) мало, можно использовать динамическое программирование.
Эффективный алгоритм, работающий, когда и N и P малы, рассмотрен ниже.

## Экспоненциальный алгоритм
Имеется несколько способов решения задачи за время, экспоненциально зависящее от N.
Наиболее простой алгоритм просматривает все подмножества и для каждого из них проверяет, является ли сумма элементов подмножества подходящей. Время работы алгоритма оценивается как O(2NN), поскольку имеется 2N подмножеств, а для проверки каждого подмножества необходимо сложить не более N элементов.
Более оптимальный алгоритм имеет время работы O(2N/2).
Этот алгоритм делит всё множество из N элементов на два подмножества по N/2 элементов в каждом. Для каждого из этих подмножеств строится набор сумм всех 2N/2 возможных подмножеств. Оба списка сортируются.
Если использовать простое сравнение для сортировки, получим время O(2N/2N). Однако можно применить метод слияния. Имея сумму для k элементов, добавим (k + 1)-й элемент и получим два сортированных списка, затем совершим слияние списков (без добавленного элемента и с добавленным элементом). Теперь имеется список сумм для (k + 1) элементов, и для его создания потребовалось O(2k) времени. Таким образом, каждый список может быть создан за время O(2N/2).
Имея два сортированных списка, алгоритм может проверить, могут ли дать суммы элементов из первого и второго списка значение s за время O(2N/2). Для этого алгоритм просматривает первый список в порядке убывания (начиная с самого большого элемента), а второй список в порядке возрастания (начиная с наименьшего элемента). Если сумма текущих элементов больше s, алгоритм передвигается к следующему элементу в первом списке, а если меньше s, к следующему элементу во втором списке. Если же сумма равна s, решение найдено и алгоритм останавливается. Горовиц (Horowitz) и Сани (Sartaj Sahni) впервые опубликовали этот алгоритм в 1972 году.

## Решение с помощью динамического программирования с псевдополиномиальным временем
Задача может быть решена с помощью динамического программирования. Пусть задана последовательность чисел
x1, …, xN,
и необходимо найти, существует ли непустое подмножество этой последовательности с нулевой суммой элементов. Пусть A — сумма отрицательных элементов и B — сумма положительных. Определим булевскую функцию Q(i, s), принимающее значение Да, если существует непустое подмножество элементов x1, …, xi, дающих в сумме s, и Нет в противном случае.
Тогда решением задачи будет значение Q(N, 0).
Ясно, что Q(i, s) = Нет, если s < A или s > B, так что эти значения нет необходимости вычислять или хранить. Создадим массив, содержащий значения Q(i, s) для 1 ⩽ i ⩽ N и A ⩽ s ⩽ B.
Массив может быть заполнен с помощью простой рекурсии. Первоначально, для A ⩽ s ⩽ B, положим
Q(1, s) := (x1 == s).
Теперь для i = 2, …, N, положим
Q(i, s) := Q(i − 1, s) или (xi == s) или Q(i − 1, s − xi) для A ⩽ s ⩽ B.
Для каждого присвоения значение Q в правой части уже известно, поскольку либо оно занесено в таблицу предыдущих значений i, либо Q(i − 1, s − xi) = Нет при s − xi < A или s − xi > B. Таким образом, полное время арифметических операций составляет O(N(B − A)). Например, если все значения порядка O(Nk) для некоторого k, то необходимо время O(Nk+2).
Алгоритм легко модифицируется для нахождения нулевой суммы, если такая есть.
Алгоритм не считается полиномиальным, поскольку B − A не является полиномиальным от размера задачи, в качестве которого выступает число бит в числах. Алгоритм полиномиален от значений A и B, а они экспоненциально зависят от числа бит.
Для случая, когда все xi положительны и ограничены константой C, Писинжер (Pisinger) нашёл линейный алгоритм со сложностью O(NC) (в этом случае в задаче требуется найти ненулевую сумму, иначе задача становится тривиальной).

## Приближенный алгоритм, работающий за полиномиальное время
Существует версия приближенного алгоритма, дающего для заданного множества из N элементов x1, x2, …, xN и числа s следующий результат:
- Да, если существует подмножество с суммой элементов s;
- Нет, если нет подмножества, имеющего сумму элементов между (1 − c)s и s для некоторого малого c > 0;
- Любой ответ (да или нет), если существует подмножество с суммой элементов между (1 − c)s и s, но эта сумма не равна s.

Если все элементы неотрицательны, алгоритм даёт решение за полиномиальное от N и 1/c время.
Алгоритм обеспечивает решение исходной задачи нахождения суммы подмножеств в случае, если числа малы (и, опять же, неотрицательны).
Если любая сумма чисел имеет не более P бит, то решение задачи с c = 2−P эквивалентно нахождению точного решения. Таким образом, полиномиальный приближенный алгоритм становится точным со временем выполнения, зависящим полиномиально от N и 2P (то есть экспоненциально от P).
Алгоритм приближенного решения задачи о сумме множеств работает следующим образом:
```
 Создаем список 
S
, первоначально состоящий из одного элемента 0.
 Для всех 
i
 от 1 до 
N
 выполним следующие действия
   Создаем список 
T
, состоящий из 
x
i
 + 
y
 для всех 
y
 из 
S

   Создаем список 
U
, равный объединению 
T
 и 
S

   Сортируем 
U

   Опустошаем 
S
 
   Пусть 
y
 – наименьший элемент 
U
 
   Внесем 
y
 в 
S
 
   Для всех элементов 
z
 из 
U
, перебирая их в порядке возрастания, выполним
     Если 
y
 + 
cs
/
N
 < 
z
 ≤ 
s
, положим 
y
 = 
z
 и внесем 
z
 в список 
S

     (тем самым мы исключаем близкие значения и отбрасываем значения, превосходящие 
s
) 
 Если 
S
 содержит число между (1 − 
c
)
s
 и 
s
, говорим 
Да
, в противном случае - 
Нет
```

Алгоритм имеет полиномиальное время работы, поскольку размер списков S, T и U всегда полиномиально зависим от N и 1/c и, следовательно, все операции над ними будут выполняться за полиномиальное время. Сохранить размер списков полиномиальным позволяет шаг исключения близких значений, на котором добавляется элемент z в список S, только если он больше предыдущего на cs/N и не больше s, что обеспечивает включение не более N/c элементов в список.
Алгоритм корректен, поскольку каждый шаг дает суммарную ошибку не более cs/N и N шагов вместе дадут ошибку, не превосходящую cs.